# Nymphalis punctata
Nymphalis punctata är en fjärilsart som beskrevs av Bois-reymond 1931. Nymphalis punctata ingår i släktet Nymphalis och familjen praktfjärilar. Inga underarter finns listade i Catalogue of Life.